# Isaiah Moore
Isaiah Moore (ur. 12 czerwca 1996) – amerykański lekkoatleta specjalizujący się w biegach płotkarskich oraz skoku w dal. 
W 2013 został brązowym medalistą mistrzostw świata juniorów młodszych w skoku w dal oraz zajął szóste miejsce w biegu na 110 metrów przez płotki.
Rekordy życiowe: bieg na 110 metrów przez płotki – 13,37 (7 czerwca 2019, Austin); skok w dal – 7,53 (11 lipca 2013, Donieck).

## Osiągnięcia
| Rok  | Impreza                               | Miejsce | Konkurencja                | Pozycja    | Wynik |
| ---- | ------------------------------------- | ------- | -------------------------- | ---------- | ----- |
| 2013 | Mistrzostwa świata juniorów młodszych | Donieck | skok w dal                 | 3. miejsce | 7,53  |
| 2013 | Mistrzostwa świata juniorów młodszych | Donieck | bieg na 110 m przez płotki | 6. miejsce | 13,68 |